# 雲龍型航空母艦
雲龍型航空母艦（うんりゅうがたこうくうぼかん）は、大日本帝国海軍の中型航空母艦。

## 特徴

### 構造
雲龍型は、先に建造された飛龍の図面を流用し、不備に対して部分的な改正を加えたものである。主な改正点は、艦橋位置の変更、エレベーターを2基に減じて大型化、舵の変更、対空兵装の増強、その他対米戦の戦訓を反映した設備・装備の増強であった。
船体形状は「飛龍」の線図ほぼそのままである。構造も船体、飛行甲板共に「飛龍」と同じであり、寸法の変更も無い。ただし「飛龍」が装備した半平行舵は小舵角での旋回半径が大きく（効きが悪く）、「蒼龍」の装備した並列2枚釣合舵に戻された。
艦橋の位置は、改装後の「赤城」の左舷中央配置が問題となったため、雲龍型では「蒼龍」と同じ右舷前部に戻されている。形状は「飛龍」の艦橋に近いが、1層減らされて「蒼龍」と同じ3層4甲板となった。トップは九四式高射装置に代わり二号一型電探を装備し、高射装置を舷側に移した他、機銃、防弾板の装着、前方に方位測定室、後方に缶室通風路などが設けられるなど、全体的に大型化、複雑化している。
飛行甲板寸法は飛龍と全く同じ。航空機用エレベーターは、中央エレベータが廃止されて3基から2基に減少すると共に、大型化した新型機に対応するため前部が14x14メートル、後部は14x13.6メートルへ拡大され、昇降スピードもアップされた。格納庫は上下2段、ミッドウェー海戦の戦訓対策で泡沫式消火装置が壁面に設置された。
着艦制動装置は、計画では呉式9基9索であったが空廠式4基12索に変更され、新型・大型の艦上攻撃機に対応するものとなっている。また滑走制止装置も、従来のものを新型機用に改良した空廠式（三式10型）滑走制止装置を装備した。ただ、雲龍型航空母艦が戦力として運用されたとしても、1945年（昭和20年）以降の主力として計画されていた「烈風」や「流星」といった新型機は、雲龍型の飛行甲板の全長・全幅では同時発艦機数に難があるという意見もある。
爆弾や魚雷は、「信濃」や「大鳳」と同様に飛行甲板まで揚弾される専用の揚弾筒が採用され、前部に昇降式大型、後部に同小型が設置された。魚雷は36本を搭載可能で、同時調整可能数は6本といわれる。
防御
弾火薬庫の装甲については、「雲龍」「天城」「笠置」は「飛龍」と同様に140mmから50mmNVNC鋼、砲弾に対する舷側装甲については「葛城」「阿蘇」ではその必要性が薄れたことより装甲厚が薄くされ100mmから75mmNVNC鋼とされている。また機関部舷側は、甲鈑製造が間に合わず25mmDS鋼に2枚重ねで代用された。反面、魚雷の威力増大により水中防御の充実が図られた。「生駒」以降も甲鈑製造簡易化のために変更が行われた。
装甲に関しては上記のように個々の艦による違いや時期によっても違いがあり、何種類かの計画値が伝えられているので表にまとめて示す。
| 艦                              | 時期                  | 弾薬庫舷側          | 同甲板     | 機関室舷側  | 同甲板     | 備考               | 出典   |
| ------------------------------- | --------------------- | ------------------- | ---------- | ----------- | ---------- | ------------------ | ------ |
| 第302号艦(雲龍)型5隻            | 基本計画時 (1941年頃) | 140-50mmNVNC鋼      | 56mmCNC鋼  | 46mmCNC鋼   | 25mmDS鋼   |                    | [ 22 ] |
| 5001号艦(天城) 5004号艦(笠置)   | 1943年9月1日付        | 同上                | 56mmCNC1鋼 | 同上        | 25mmCNC2鋼 |                    | [ 23 ] |
| 笠置                            | 1943年10月            | 140-50mm            | 50mm       | 46mm        | 25mm       | 装甲種類の記載無し | [ 24 ] |
| 5003号艦(葛城) 5006号艦(阿蘇)   | 1943年9月1日付        | 100-95mmNVNC鋼      | 56mmCNC1鋼 | 25mmDS鋼2枚 | 25mmCNC2鋼 |                    | [ 23 ] |
| 第5007号艦(生駒)型9隻           | 基本計画時 (1942年頃) | 140-50mmNVNC鋼      | 56mmCNC鋼  | 46mmCNC鋼   | 25mmDS鋼   |                    | [ 22 ] |
| 5007号艦(生駒)から 5015号艦まで | 1943年9月1日付        | 55-46mmNVNC+25mmH鋼 | 56mmCNC1鋼 | 46mmCNC鋼   | 25mmCNC1鋼 |                    | [ 23 ] |

ミッドウェー海戦の戦訓として、格納庫には「炭酸ガス式消火装置」に代わって、2%石鹸水と空気を混合して庫内を泡で覆う「泡沫式消火装置」が設置された。その他防御力の強化として、吸気口の位置の改善、舵取室と舵取機械室の防御強化、格納庫の通風強化など、不燃対策として不燃性塗料の使用やリノリュームの廃止、可燃性の備品の撤去などが実行された。またガソリンタンクの周りをコンクリートで囲み、漏洩防止を行った。
機関
機関は翔鶴型や大鳳型(蒸気温度350度、圧力30kg/平方cm)、隼鷹型(蒸気温度420度、圧力40kg/平方cm)で使用された高温・高圧缶の採用が見送られ、飛龍と同じで、鈴谷型重巡洋艦と同一の機関を搭載、蒸気温度220度、圧力22kg/平方cmだった。最高出力152,000馬力、速力34ノットは空母として十分な値だった。ただ初期建造艦は資材入手に困難があり三菱長崎造船所で建造された「天城」「笠置」は巡洋艦伊吹型の機関(蒸気温度200度、圧力22kg/平方cm)を流用、呉海軍工廠建造の「葛城」「阿蘇」は駆逐艦の機関(蒸気温度350度、圧力30kg/平方cm)を転用した。このため「葛城」「阿蘇」は出力104,000馬力に低下し速力32ノットになった。駆逐艦2隻分の機関を搭載するとなるとタービン4基に対し缶(ボイラー)は6基で十分な力量があるが、空母の場合は速力の変更がたびたびあり、また急に高速力を発揮する必要もあるので、余力を持たせる為8基搭載になった。
煙突は「飛龍」とほぼ同じ下方排出である。後期建造艦は工事簡易化のために6角形とする計画だったようである。「笠置」は6角形煙突だったとする文献もあるが、竣工した3隻の他、「笠置」「生駒」も写真から通常の楕円形だったことがわかる。
戦訓対策から吸排気口は両舷に分散された。電源は「第5006号艦」(阿蘇)までは「飛龍」と同様の直流220Vであり、「第5007号艦」(生駒)以降は当時の新造艦と同じ交流440Vとする計画だった。この点については「天城」「笠置」も建造時に交流だったとする関係者の回想もある。

### 設備
「雲龍」竣工直前の写真では艦橋上に21号電探1基の搭載が確認される。その他竣工時には飛行甲板上に隠顕式に21号電探1基、メインマスト上に13号電探1基を搭載した。その他「葛城」の公試写真では左舷無線マスト2基のうち前方の1基に13号電探が装備されている。「天城」「葛城」は艦橋上の21号電探を22号電探1基、13号電探1基と換装、その時期は1944年末から翌年初めと推定されている。また、飛行甲板前部に短波方向探知機のアンテナを埋め込み式で装備、飛行機の運用が無いときに使用して、潜水艦の通信波を受信して方位等を知ることを意図していた。
ソナーは「雲龍」の計画として探信儀に「仮称九一式四号1」の記載があり、「葛城」の引き渡し目録では「水中聴音機3基、探信儀1組」となっている。実際には九三式または零式水中聴音機の装備が推定されている。
火器
高角砲は「飛龍」と同じ40口径12.7cm連装高角砲6基を装備した。25mm機銃は「飛龍」が3連装7基、連装5基の計31挺、「雲龍」の基本計画時(1941年10月頃)で3連装9基、連装2基で合計は「飛龍」と同じ31挺だった。その後の建造から竣工までに増強され、「雲龍」竣工時で3連装13基39挺、「天城」竣工時で3連装21基63挺と言われる。「葛城」の最終時では3連装22基66挺となっていた。「雲龍」の竣工時、煙突直後の3連装機銃4基は防煙シールド付であったが、「葛城」は前方の2基だけ防煙シールドを取り付けて完成した。単装機銃も建造中の1944年5月の時点で橇式を24挺、同年8月の噴進砲装備時には同25挺、10月竣工の「葛城」は更に増備した可能性があるとされる。
28連装噴進砲は、「雲龍」の竣工前の写真で既に砲座が準備されている。「雲龍」「天城」は竣工直後に6基を呉で装備、「葛城」は竣工時に既に装備していたと言われる。「葛城」のみ30連装を装備とされるが、引き渡し目録によると他と同じ28連装を装備していた。
爆雷は「雲龍」計画時で6個、「生駒」計画時で10個となっている。「葛城」は最終時に爆雷投下台1基が装備されていた。

### 排水量
「雲龍」の基本計画時の公試排水量は20,100トンの計画であったが、航空艤装の変更、対空機銃の増加などで20,400トンまで増加した。また「葛城」「阿蘇」では機関変更により20,250トンとなった。その他にも出典により色々な値があり、公試平均吃水を含めて以下の表にまとめる。
| 艦                              | 時期                  | 基準(英トン) | 公試(トン)          | 満載(トン) | 公試平均吃水(m) | 備考     | 出典       |
| ------------------------------- | --------------------- | ------------ | ------------------- | ---------- | --------------- | -------- | ---------- |
| 第302号艦(雲龍)型5隻            | 基本計画時 (1941年頃) | 17,150       | 20,100              | 21,779     | 7.76            |          | [ 3 ]      |
| 5001号艦(天城) 5004号艦(笠置)   | 1943年9月1日付        | 17,460       | 20,400              |            | 7.82            |          | [ 23 ]     |
| 笠置                            | 1943年10月            | 18,300       | 21,200              |            | 7.83            |          | [ 24 ]     |
| 雲龍型                          | 不明                  |              | 20,450              |            | 7.860           | 原典不明 | [ 43 ]     |
| 5003号艦(葛城) 5006号艦(阿蘇)   | 1943年9月1日付        | 17,260       | 20,200              |            | 7.78            |          | [ 23 ]     |
| 葛城                            | 1945年10月5日         | 20,200トン   |                     |            | 8.03            | 引渡目録 | [ 注釈 2 ] |
| 葛城                            | 不明                  |              | 20,250              |            |                 | 原典不明 | [ 42 ]     |
| 葛城・阿蘇                      | 不明                  |              | 20,200              |            | 7.770           | 原典不明 | [ 43 ]     |
| 第5007号艦(生駒)型9隻           | 基本計画時 (1942年頃) | 17,500       | 20,450 または20,350 | 22,005     | 7.86            |          | [ 3 ]      |
| 5007号艦(生駒)から 5015号艦まで | 1943年9月1日付        | 17,500       | 20,450              |            | 7.86            |          | [ 44 ]     |
| 生駒                            | 不明                  | 17,480       | 20,450              |            | 7.86            | 原典不明 | [ 45 ]     |

### 「生駒」以降
5007号艦（生駒）以降は雲龍型から改良が施されており、「雲龍改」型、又は「飛龍改改」型と呼ばれ、下記の様な変更点があった。
- 主機械は重巡「伊吹」と同じタービンを搭載[注釈 3]。出力変更なし。
- 缶も「伊吹」と同一のものを搭載し[注釈 3]、蒸気圧力はそれまでの22kg/平方cmから20kg/平方cmに低下した[7]。
- 推進器の直径を3.8mから3.9mへ大型化。
- 甲板側の防御鋼板を一部変更。
- 搭載標準を 一七試艦戦：18+2機、一六試艦爆：27+0機、一七試艦偵：6+0機へ変更。
- それに伴い航空機用の標準搭載を変更。250kg爆弾：288→250発、60kg爆弾：456→260発、ガソリン360→230トンとなり、新たに30kg爆弾：144発搭載。

更に、川崎重工業艦船工場にて建造予定だった艦（生駒）は戦訓により機関室を交互配置にする予定であった。

## 搭載機
搭載機数は基本計画時には常用57機、補用8機を予定しており、内訳は零式戦闘機12+3機、九九式艦上爆撃機27+3機、九七式艦上攻撃機18+2機(機数は常用+補用機)であった。ただし、資料によって搭載機数が異なる。以下は各種文献にある計画機数である。
| 日付           | 原典                         | 艦戦            | 艦爆              | 艦攻              | 艦偵 | 合計   | 露天繋止数      | 備考                   | 出典   |
| -------------- | ---------------------------- | --------------- | ----------------- | ----------------- | ---- | ------ | --------------- | ---------------------- | ------ |
| 1941年10月20日 | 一般計画要領書               | 零式艦戦 12+3機 | 九九式艦爆 27+3機 | 九七式艦攻 18+2機 |      | 57+8機 |                 | 雲龍基本計画時         | [ 48 ] |
| 1942年11月28日 | 現状報告資料 建造中の空母    | 12+3機          | 27+3機            | 18+2機            |      | 57+8機 |                 | 5006号艦(阿蘇)まで     | [ 49 ] |
| 1943年9月1日   | 新艦船主要要目一覧表         | 零式艦戦 12機   | 九九式艦爆 27機   | 九七式艦攻 18機   |      | 57機   |                 | 天城・笠置・葛城・阿蘇 | [ 44 ] |
| 1944年10月     | 建造中水上艦艇主要要目一覧表 | 18機            | 18機              | 18機              | 3機  | 57機   |                 | 笠置                   | [ 24 ] |
| 不明           | 原典不明                     | 零戦 21機       | 彗星 18機         | 天山 21機         |      | 60機   | 彗星9機 天山2機 | 雲龍型                 | [ 50 ] |

生駒の場合は以下の通り。
| 日付           | 原典                      | 艦戦              | 艦爆              | 艦攻   | 艦偵             | 合計   | 露天繋止数      | 備考                            | 出典   |
| -------------- | ------------------------- | ----------------- | ----------------- | ------ | ---------------- | ------ | --------------- | ------------------------------- | ------ |
|                | 一般計画要領書            | 一七試艦戦 18+2機 | 一六試艦攻 27+0機 |        | 一七試艦偵 6+0機 | 51+2機 |                 | 基本計画時 1943年9月1日付も同様 | [ 48 ] |
| 1942年11月28日 | 現状報告資料 建造中の空母 | 18+1機            | 27+0機            | 27+0機 |                  | 72+1機 |                 | 5007号艦(生駒)以降              | [ 49 ] |
| 不明           | 原典不明                  | 烈風 18+2機       | 流星 24機         |        | 彩雲 3機         | 45+2機 | 流星4機 彩雲3機 | 雲龍改型(生駒)                  | [ 50 ] |

## 歴史
④計画で大型空母1隻(後の「大鳳」)を計画した日本海軍は、アメリカ海軍の第3次ヴィンソン案に対抗する形で1940年に⑤計画を発案、1941年春の概案では30,000トン級の大鳳型空母（または排水量45,000トンの大型空母）3隻を計画していた。しかし軍令部から示された計画概案に対し、海軍省は予算、資材、建造能力などの点から難色を示し、大型空母は1隻に減らされ、代わりに10,000トン級の飛龍型空母2隻(または新設計の17,000トンの中型空母)を建造する計画となった（あるいは大型空母2隻、中型空母1隻（仮称艦名「第800号艦」）とも言われる）。ここで開戦が決定的となったため、1941年（昭和16年）8月に⑤計画を前倒しする形で昭和十六年度戦時艦船建造及航空兵力拡充計画（通称マル急計画）が策定され、中型空母1隻を建造することになった。この時、新型空母の設計はほとんど進んでいなかったため、マル急計画の中型空母は「飛龍」の設計を流用して建造を促進することになった。これが後の雲龍型航空母艦である。計画番号はG16 。
1942年1月時点の時点で、雲龍型（飛龍型）はマル急計画で1隻、⑤計画で2隻の建造が予定されていた。しかしミッドウェー海戦で4隻の空母を喪失したことにより⑤計画は改⑤計画に大きく改定され、雲龍型は「第5001号艦」から「第5015号艦」までの15隻、この内「第5002号艦」と「第5005号艦」は戦艦「第110号艦（後の「信濃」）」の空母改装の為中止となり、計13隻が新たに建造される事となった。なお、これらを雲龍型ではなく、5001号艦（天城）から5006号艦（阿蘇）まで飛龍型、5007号艦（生駒）から5015号艦まで飛龍改型とする資料もある。
この建造計画に関し航空本部は、ベースとなる飛龍が10年近く前の設計で複雑な構造をしており、決して大型艦ではない事から新型艦上機の運用に十分対応出来ないと難色を示していた。当時航空本部総務部長であった大西瀧治郎らは『航空母艦整備方針に関する意見書』（あるいは『急速建造航空母艦型に関する計画要求概要』）を提出、簡単な構造で建造も容易、最低限の防御力を持つ戦時急造艦のような空母の新規開発を主張した。艦政本部は雲龍型建造でも工数に大きな差は無いとして建造継続を決定、軍令部もこれに同意した。
結局マル急計画で1隻、改⑤計画で13隻の計14隻の建造が計画されたが、その後の戦局悪化、資源不足などにより実際に起工されたのは6隻に留まる。そのうち竣工したのは、雲龍・天城・葛城の3隻のみである。戦局の悪化により、笠置・阿蘇・生駒の3隻は途中で建造中止となっている。
1944年7月、雲龍で横須賀航空隊がロケット発艦実験を行い、流星を発艦させている。
10月、レイテ沖海戦で日本海軍は保有空母の大半を喪失する。第一航空戦隊所属の第六〇一航空隊はまだ存在しており、戦力化に向け訓練を続けていた。連合艦隊は空母から発艦する特別攻撃隊の「神武攻撃部隊」の搭載艦を雲龍・天城とし、秋月型駆逐艦4隻を護衛として付け、フィリピン諸島東方海域の敵機動部隊や水上艦艇を攻撃する作戦を計画していた。しかし、戦況の悪化により神武攻撃部隊は空母発着艦訓練を実施する事も無く特攻隊として陸上基地より出撃した。
しかし、信濃・雲龍が相次いで戦没した上に、艦船燃料の払底が危惧されたため、昭和20年2月11日をもって艦隊航空隊としての再建を断念されて基地航空隊へと変貌し、空母機動部隊は消滅する事となった。竣工した雲龍型は2隻が戦没（雲龍は潜水艦の雷撃により戦没、天城は空襲により大破着底）し、終戦まで健在だったものは3番艦の葛城1隻のみである。

## 同型艦
- 302号艦 : 雲龍（うんりゅう）：1944年8月6日竣工。1944年12月19日、物資輸送任務中、ガトー級潜水艦レッドフィッシュ(SS-395)の雷撃により沈没。他の艦名候補に蛟龍(こうりゅう)があった。
- 5001号艦 : 天城（あまぎ）：1944年8月10日竣工。1945年（昭和20年）7月28日、呉港外三ツ子島沿岸にて爆撃を受け大破横転。艦名には候補として那須があった。
- 5002号艦 : 第110号艦(信濃)を空母に改装する代償として建造取止[34]。
- 5003号艦 : 葛城（かつらぎ）：1944年10月15日竣工。呉港外の三ツ子島沿岸に停泊中、爆撃を受けるも本艦のみ軽微な損傷で敗戦まで残り、戦後復員輸送に使用される。艦名の候補に岩木(いわき)があった。
- 5004号艦 : 笠置（かさぎ）：1945年4月1日、進捗率84パーセントで建造中止。他の艦名候補に乗鞍(のりくら)があった。
- 5005号艦 : 第110号艦を空母に改装する代償として建造取止[34]。
- 5006号艦 : 阿蘇（あそ）：1944年11月1日、進捗率60パーセントで建造中止。弾頭の実験に使用される。他の艦名候補に身延(みのぶ)があった。
- 5007号艦 : 生駒（いこま）：1944年11月17日、進捗率60パーセントで建造中止。以下「雲龍改型」ともされる[46]。他の艦名候補に妙義(みょうぎ)があった。
- 5008号艦 : 戦況の悪化により建造取止。候補艦名に鞍馬（くらま）および 開聞(かいもん)があった。
- 5009号艦 : 戦況の悪化により建造取止。
- 5010号艦 : 戦況の悪化により建造取止。
- 5011号艦 : 戦況の悪化により建造取止。
- 5012号艦 : 戦況の悪化により建造取止。
- 5013号艦 : 戦況の悪化により建造取止。
- 5014号艦 : 戦況の悪化により建造取止。
- 5015号艦 : 戦況の悪化により建造取止。

## 登場作品
『征途』
佐藤大輔の架空戦記。レイテ沖海戦での勝利をきっかけに日本が戦後南北に分断された世界において、「葛城」が海上自衛隊の航空護衛艦「かつらぎ」として再就役する。